# Quercus pagoda
Quercus pagoda är en bokväxtart som beskrevs av Constantine Samuel Rafinesque. Quercus pagoda ingår i släktet ekar, och familjen bokväxter. Inga underarter finns listade.

## Bildgalleri

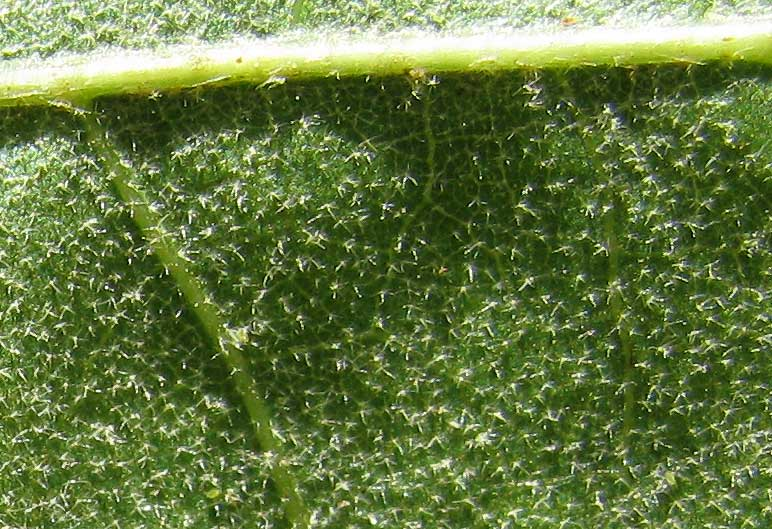